# Erich Klausener
Erich Klausener (ur. 25 stycznia 1885 w Düsseldorfie, zm. 30 czerwca 1934 w Berlinie) – niemiecki polityk katolicki, prawnik i urzędnik państwowy.
Asesor (niem. Regierungsassessor) w pruskim Ministerstwie Handlu (1913–1914), Landrat w Adenau (1917–1919) i Recklinghausen (1919–19124), dyrektor ministerialny (niem. Ministerialdirektor) w pruskim Ministerstwie Opieki Społecznej (1924–1926), szef wydziału policji w pruskim Ministerstwie Spraw Wewnętrznych (1926–1933). Po dojściu nazistów do władzy, przeniesiony przez Hermanna Göringa do Ministerstwa Transportu Rzeszy.
Jako szef Akcji Katolickiej w Berlinie był przeciwny antyklerykalnej polityce Adolfa Hitlera. W przemówieniu wygłoszonym podczas 32. zjazdu katolików 24 czerwca 1934 roku zaatakował politykę rządu względem opozycji. Zastrzelony w swoim biurze podczas nocy długich noży.

## Życiorys

### Pochodzenie
Przodkowie Klausenerów przywędrowali do Nadrenii ok. 1740 z Tyrolu, osiedlając się w Akwizgranie. Ojciec Klausenera, Peter Klausener (1844–1904), po odbyciu studiów prawniczych przez pięć lat pracował jako asesor sądowy w Malmedy, po czym na własne życzenie przeszedł do służby w administracji publicznej w Düsseldorfie. Następnie pełnił funkcję Landrata w okręgu Düsseldorf i Moers. Stworzył krajowy zakład ubezpieczeń społecznych (niem. Landesversicherungsanstalt), którym kierował przez wiele lat.
Matka Ericha – Elisabeth z domu Biesenbach (1864–1944) pochodziła z wielkomieszczańskiej rodziny z Düsseldorfu. Jej ojciec, Gustav Biesenbach (1831–1893) był prawnikiem i posłem katolickiej Niemieckiej Partii Centrum do Pruskiej Izby Reprezentantów (niem. Preußisches Abgeordnetenhaus). Jej brat Gustav Biesenbach (1862–1934) był burmistrzem Unkel oraz posłem do Reichstagu, a także do pruskiego Landtagu z ramienia Niemieckiej Partii Centrum.
Peter Klausener i Elisabeth Biesenbach wzięli ślub w 1884. W dwa lata po narodzinach Ericha (1885), parze urodził się drugi syn Bruno (1887). Klausenerowie byli uważani za głęboko wierzącą, katolicką rodzinę.

### Edukacja
Klausener uczęszczał do gimnazjum przy Klosterstrasse w Düsseldorfie (obecnie Humboldt-Gymnasium), gdzie katolicy byli w mniejszości. Po zdaniu egzaminu maturalnego w 1903, idąc w ślady ojca, podjął studia prawnicze w Bonn. Następnie studiował w Berlinie i Kilonii, w 1906 złożył egzamin referendarski, a w 1910 egzamin na asesora. Po egzaminie referendarskim zgłosił się na ochotnika do wojska i odbył jednoroczną służbę wojskową – zakończoną w 1907 w stopniu sierżanta. W 1908 awansował na wicewachmistrza, a w 1910 został oficerem rezerwy.
W 1911 obronił w Würzburgu pracę doktorską pt. „Das Koalitionsrecht der Arbeiter nach Reichsrecht und preußischem Recht” i rozpoczął karierę w administracji państwowej.

### Kariera urzędnicza
Bezpośrednio po zakończeniu studiów podjął pracę w starostwie powiatowym (niem. Landratsamt) w Neustadt. W 1913 rozpoczął pracę jako asesor (niem. Regierungsassessor) w pruskim Ministerstwie Handlu w Berlinie.
W pierwszym dniu I wojny światowej poślubił Hedwig Kny, po czym jako oficer rezerwy został niezwłocznie wcielony do wojska. Służył na terenie Belgii, Francji, a także na froncie wschodnim. Po zwolnieniu z armii w 1917, mianowany na stanowisko Landrata w rolniczym okręgu Adenau w Eiflu, a od 1919 w przemysłowym Recklinghausen, które było wówczas największym okręgiem pod względem liczby mieszkańców (1919: 344 000) nie tylko w Westfalii, ale i całych Prusach. Urzędowanie Klausenera przypadło na pierwsze, turbulentne lata Republiki Weimarskiej – w reakcji na pucz Kappa-Lüttwitza w marcu 1920 Klausener wezwał do strajku generalnego w proteście przeciwko puczystom; podczas powstania Ruhry (niem. Ruhraufstand), które wybuchło w następstwie puczu, wykluczał jakikolwiek kompromis z lewicowymi ekstremistami, popierając działania Reichswery i użycia siły do rozbrojenia rewolucjonistów. Podczas okupacji Ruhry przez wojska francuskie i belgijskie (1923–1925) popierał strategię biernego oporu (niem. passives Wiederstand), został aresztowany na dwa miesiące, a następnie wydalony z kraju za wstawienie się za maltretowanymi urzędnikami. Jako Landrat Klausener zabiegał o stworzenie krajowego systemu opieki, przede wszystkim zdrowotnej, dla chorych i potrzebujących – jego zaangażowanie społeczne przyniosło mu przydomek „czerwonego Landrata” (niem. roter Landrat). Ponadto Klausener angażował się w rozbudowę infrastruktury drogowej i przyczynił się do założenia w 1920 banku regionalnego Kreisbank Recklinghausen AG (który udzielał kredytów przedsiębiorcom w trakcie wielkiego kryzysu). Urzędując w Recklinghausen, Klausener utrzymywał bliskie kontakty z największymi osobistościami niemieckiego katolicyzmu opatem klasztoru Maria Laach Ildefonsem Herwegenem, prałatem Franzem Xaverem Münchem i filozofem Erichem Przywarą.
W 1924 pruski minister opieki społecznej Heinrich Hirtsiefer mianował go dyrektorem ministerialnym (niem. Ministerialdirektor), powierzając mu stanowisko kierownika wydziału pomocy młodzieży i bezrobotnym w pruskim Ministerstwie Opieki Społecznej w Berlinie. W 1926 przeszedł do pruskiego Ministerstwa Spraw Wewnętrznych, gdzie piastował urząd kierownika wydziału policji. W tym charakterze zaangażował się w reformę sił policji w Prusach, która weszła w życie w 1931. Energicznie zajmował się wykroczeniami narodowych socjalistów. W lipcu 1932, w obliczu tzw. Zamachu Pruskiego (niem. Preußenschlag), czyli odsunięcia przez kanclerza Rzeszy Franza von Papena od władzy w Prusach socjaldemokratycznego (SPD) rządu Otto Brauna i wprowadzenia zarządu komisarycznego rządu Rzeszy w największym (2/3 terytorium państwa) kraju związkowym Rzeszy, Klausener był przygotowany do użycia sił policyjnych w czynnej obronie rządu pruskiego. Ówczesny minister spraw wewnętrznych Prus Carl Severing obawiał się jednak konfrontacji pruskich sił policyjnych z Reichswehrą i oddał władzę bez próby oporu. Decyzja Papena i bierność SPD wobec przejęcia wbrew konstytucji władzy w Prusach przez rząd Rzeszy w lipcu 1932 oznaczały utratę kontroli nad administracją, a co w ówczesnej sytuacji politycznej najważniejsze – pruską policją, przez SPD – największe ugrupowanie republikańskie i antyhitlerowskie i w konsekwencji pośrednie utorowanie drogi do władzy NSDAP – największemu ugrupowaniu antyparlamentarnemu i antyrepublikańskiemu.
Po dojściu nazistów do władzy w 1933, został przeniesiony do Ministerstwa Transportu Rzeszy, gdzie objął funkcję kierownika wydziału transportu wodnego.

### Działalność katolicka
Od 1928 Klausener kierował berlińską Akcją Katolicką i organizował zgromadzenia katolickie przeciw ruchom antyklerykalnym i agitacji antyreligijnej. Krytykował politykę pruskiej Partii Centrum, m.in. wobec tzw. Zamachu Pruskiego (niem. Preußenschlag) 20 lipca 1932, po którym w Prusach wprowadzono rządy komisaryczne. Bronił praw kościoła katolickiego w obliczu antykościelnej polityki nazistów.
Organizując zjazdy i uroczystości katolickie, Klausener stał się niewygodny dla reżimu nazistowskiego. 25 czerwca 1933 podczas 31. Zjazdu Katolików (55 tys. uczestników) wygłosił mowę, w której opowiedział się za chrześcijańskimi związkami pracowniczymi, uznanymi przez Roberta Leya, szefa Niemieckiego Frontu Pracy (niem. Deutsche Arbeitsfront, DAF), za wywrotowe. Wystąpienie Klausenera zostało natychmiast ostro skrytykowane przez Alfreda Rosenberga. Kolejne uroczystości Zjazdu Katolików w Hoppengarten 24 czerwca 1934 (60 tys. uczestników) naziści uznali za otwartą prowokację. Podczas zjazdu Klausener wygłosił zaimprowizowaną mowę, w której krytykował politykę rządu względem opozycji.
Na fali wydarzeń nocy długich noży, Klausener – jako niebezpieczny przywódca katolicki – został zastrzelony w swoim gabinecie przez komando SS z rozkazu Göringa i Heydricha. Motywem zabójstwa Klausenera mogła być również chęć rozliczenie nazistów z byłym bezpośrednim zwierzchnikiem pruskiej policji. Upozorowane na samobójstwo zabójstwo wywołało rozgoryczenie w kręgach kościelnych (publiczne reakcje księdza Alberta Coppenratha i biskupa Münsteru Klemensa Augusta von Galena) i katolickich (interwencje u Hitlera i Göringa przez Hedwig Klausener i biskupa Berlina Nikolausa Baresa; wniesienie skargi przez rodzinę o odszkodowanie przeciwko III Rzeszy, zakończone aresztowaniem prawników Wernera Pündera i Ericha Wedella), a przez co przyczyniło się do zaostrzenia polityki antykościelnej.
Klausener był, obok zamordowanego również 30 czerwca 1934 przewodniczącego ruchu Deutsche Jugendkraft (DJK) Adalberta Probsta, pierwszym męczennikiem katolickim za rządów narodowych socjalistów. Naziści nie zezwolili na wzniesienie nagrobka; po zakończeniu II wojny światowej w 1963 prochy Klausenera złożono w krypcie berlińskiego kościoła Maria Regina Martyrum.

## Odznaczenia
- 1914 – Krzyż Żelazny II klasy (niem. Eisernes Kreuz II Klasse)[2]
- 1917 – Krzyż Żelazny I klasy (niem. Eisernes Kreuz I Klasse)[2]

## Literatura dodatkowa
- Walter Adolph: Erich Klausener. Berlin: Morus-Verlag, 1955. (niem.). Brak numerów stron w książce
- Michael Behnen: Erich Klausener. W: Gerhard Taddey: Lexikon der deutschen Geschichte. Stuttgart: Alfred Kröner Verlag, 1977, s. 641. (niem.).